# Europäischer Fransenfinger

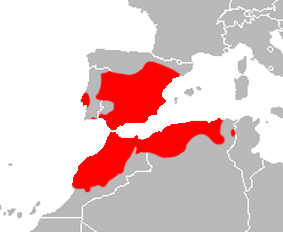
Verbreitungskarte des Europäischen Fransenfingers

Der Europäische Fransenfinger (Acanthodactylus erythrurus) ist eine Art der Echten Eidechsen (Lacertidae) in der Gattung der Fransenfingereidechsen (Acanthodactylus). Er erreicht eine Körperlänge von etwa 20 bis 23 Zentimeter und lebt in Teilen Spaniens und Portugals sowie in Nordafrika.

## Merkmale
Der adulte Europäische Fransenfinger besitzt eine Gesamtlänge von 20 bis 23 Zentimeter und ist dabei relativ kräftig gebaut. Der Kopf ist kurz und hat eine spitz zulaufende Schnauze. Der Schwanz ist mit etwa 7,5 Zentimetern ungefähr so lang wie der Rumpf und ist vom Körper durch eine Verdickung abgesetzt, die besonders beim Männchen auffällig ausgebildet ist. In der Färbung unterscheiden sich die Geschlechter nicht. Oberseits besitzen die Tiere eine braune, graubraune oder ockerfarbene Grundfärbung, auf der durch helle Flecken acht bis zehn Längsstreifen gebildet werden. Zwischen den Längsstreifen liegen dunkelbraune und helle Flecken. Wenige der Tiere sind einfarbig graubraun. Diese kommen vor allem in den südlicher lebenden Populationen vor. Jungtiere haben eine schwarz-weiße Längsstreifung, rötlichbraun gefärbte Hinterbeine und einen rötlichbraunen Schwanz. Die Unterseite ist bei allen Tieren einfarbig grau ohne Muster.
Namengebend für die gesamte Gattung sind Schuppen an den Fingern, die fransenartige Ausläufer haben („Fransenschuppen“). Bei dem Europäischen Fransenfinger sind diese allerdings nur schwach ausgeprägt und sind vor allem an der 4. Zehe prominent. Auf dem Rücken fallen darüber hinaus im hinteren Bereich vergrößerte Rückenschuppen auf, die einen deutlichen Kiel tragen.

## Verbreitung
Der Europäische Fransenfinger ist eine wärmeliebende Art, die im Süden der Iberischen Halbinsel, also in Spanien und in Portugal, sowie im Nordwesten Afrikas zu finden ist. Hier lebt sie vom Westen Marokkos bis in den Nordosten Algeriens.

## Lebensraum
Von Meeresspiegelhöhe bis 1750 m über NN in der Sierra Nevada, in Marokko bis 2500 m. Die Art bevorzugt offene Landschaften mit lückiger Vegetation und lockeren, meist sandigen Böden. Besonders häufig ist die Art auf sandigen Dünenflächen an der Meeresküste. Außerdem findet man sie häufig auf kargen vegetationsarmen Geröllflächen und felsigen Böden, wie in den trockenen Senken des spanischen Binnenlandes.

## Lebensweise
Die Erwachsenen überwintern von Oktober bis März, in den südlichen Teilen des Areals von Ende November bis Februar. Dagegen sind die Jungtiere auch in den Wintermonaten aktiv. Die Paarungszeit dauert auf der Iberischen Halbinsel von April bis Juli. Die Männchen sind untereinander sehr aggressiv. Das Paarungsverhalten ist nicht genauer bekannt, sehr wahrscheinlich dürfte während der Kopulation der für Eidechsen typische Flankenbiss erfolgen. Die Weibchen vergraben ihre Gelege im Boden, die aus 1–8 Eiern von 12–16 mm Länge und 7–9 mm Breite bestehen. Ältere Weibchen produzieren zwei Gelege je Saison. Die Jungtiere schlüpfen von Mitte Juni bis Mitte Oktober.
Der Europäische Fransenfinger ist tagaktiv und versteckt sich nur wenig. Seine Fortbewegung ist sehr rasch, wobei er den Schwanz leicht anhebt. Besonders auf Sandflächen kommen ihm die Fransenschuppen an den Zehen zugute, die eine Verbreiterung der Trittfläche bedeuten und einen sicheren Tritt im Sand ermöglichen. In Ruhe sonnen sich die Tiere mit leicht erhobenem Oberkörper, wobei besonders die Jungtiere leicht mit dem Schwanz wippen.
Die Eidechse ernährt sich vor allem von Insekten, Webspinnen und anderen Gliederfüßern. Unter den Insekten sind vor allem Ameisen, Wanzen, Käfer und Heuschrecken wichtig. Als Fressfeinde wurden Perleidechse, Schlangen (Girondische Schlingnatter, Westliche Eidechsennatter, Stülpnasenotter), Vögel (Kuhreiher, Raubwürger, Wiedehopf, Wiesenweihe, Mäusebussard, Turmfalke, Schleiereule, Steinkauz) und Säuger (Ichneumon) bekannt.

## Gefährdung
Die IUCN listet die Art als nicht gefährdet (least concern) mit einer stabilen Population. Die Art ist im Allgemeinen häufig.

## Unterarten
- Acanthodactylus erythrurus atlanticus Boulenger 1918
- Acanthodactylus erythrurus belli Gray 1845
- Acanthodactylus erythrurus erythrurus
- Acanthodactylus erythrurus lineomaculatus (Duméril & Bibron 1839)